# Villars-les-Moines
Pour les articles homonymes, voir Villars.
Villars-les-Moines, appelée Münchenwiler en allemand, est une commune suisse du canton de Berne, située dans l'arrondissement administratif de Berne-Mittelland.

## Géographie
Villars-les-Moines est totalement enclavée dans le canton de Fribourg. La commune se situe à 15 km de Fribourg et à 30 km de Berne.
Selon l'Office fédéral de la statistique, la superficie de Villars-les-Moines est de 2,47 km2. 11,7 % de cette superficie correspond à des surfaces d'habitat ou d'infrastructure, 65,10 % à des surfaces agricoles, 21,1 % à des surfaces boisées et 1,2 % à des surfaces improductives.

## Histoire
Prieuré clunisien transformé en château.

## Démographie
Selon l'Office fédéral de la statistique, Villars-les-Moines compte 410 habitants en 2008. Sa densité de population atteint 165 hab./km2.
Le graphique suivant résume l'évolution de la population de Villars-les-Moines entre 1850 et 2008 :